# Meuse–Argonne offensiven
 Denne artikel bør gennemlæses af en person med fagkendskab for at sikre den faglige korrekthed.

Meuse–Argonne offensiven eller Slaget ved Argonne-skoven, var en del af den sidste allierede offensiv i i Verdun-sektoren i Frankrig under 1. verdenskrig. Offensiven fandt sted fra den 26. september til den 11. november 1918.
På ententens side deltog den franske fjerde armé og American Expeditionary Force (ca. 550.000 mand) under kommando af henholdsvis den franske general Henri Gouraud og den amerikanske general John J. Pershing. Modparten var den tyske femte armé (ca. 190.000 mand) under ledelse af general Georg von der Marwitz.
Slaget endte med en overlegen allieret sejr med tabstal for henholdsvis de allierede og tyske styrker på ca. 125.000 og 100.000.